# SN 2006ed
SN 2006ed – supernowa typu II odkryta 18 sierpnia 2006 roku w galaktyce UGC 9684. W momencie odkrycia miała maksymalną jasność 17,70m.